# Кай Роулз
Кай Френсіс Роулз (англ. Kye Francis Rowles, нар. 24 червня 1998, Кіама, Австралія) — австралійський футболіст, захисник шотландського клубу «Гартс».
Виступав, зокрема, за клуб «Сентрал-Кост Марінерс», а також національну збірну Австралії.

## Клубна кар'єра
У дорослому футболі дебютував 2016 року виступами за команду «Брисбен Роар», в якій провів один сезон, взявши участь у 2 матчах чемпіонату. 
Своєю грою за цю команду привернув увагу представників тренерського штабу клубу «Сентрал-Кост Марінерс», до складу якого приєднався 2017 року. Відіграв за госфордську команду наступні п'ять сезонів своєї ігрової кар'єри. Більшість часу, проведеного у складі «Сентрал-Кост Марінерс», був основним гравцем захисту команди.
До складу клубу «Гартс» приєднався 2022 року. Станом на 7 листопада 2022 року відіграв за команду з Единбурга 7 матчів в національному чемпіонаті, забивши 1 гол.

## Виступи за збірні
2015 року дебютував у складі юнацької збірної Австралії (U-17), загалом на юнацькому рівні взяв участь у 4 іграх.
З 2021 року захищає кольори олімпійської збірної Австралії. У складі цієї команди провів 1 матч. У складі збірної — учасник  футбольного турніру на Олімпійських іграх 2020 року у Токіо.
Дебютував у «Socceroos» 1 червня 2022 року проти Йорданії в товариському матчі, перемігши з рахунком 2-1.

## Статистика виступів

### Статистика клубних виступів
Статистика на 10 листопада 2022 року
| Сезон             | Команда                 | Чемпіонат         | Чемпіонат | Чемпіонат | Національний кубок | Національний кубок | Континентальні кубки | Континентальні кубки | Інші змагання | Інші змагання | Усього | Усього |
| Сезон             | Команда                 | Ліга              | Ігор      | Голів     | Ігор               | Голів              | Ігор                 | Голів                | Ігор          | Голів         | Ігор   | Голів  |
| ----------------- | ----------------------- | ----------------- | --------- | --------- | ------------------ | ------------------ | -------------------- | -------------------- | ------------- | ------------- | ------ | ------ |
| 2016–17           | «Брисбен Роар»          | A-Ліга            | 2         | 0         | 0                  | 0                  | 2                    | 0                    | -             | -             | 4      | 0      |
| 2017–18           | «Сентрал-Кост Марінерс» | A-Ліга            | 11        | 0         | 1                  | 0                  | -                    | -                    | -             | -             | 12     | 0      |
| 2018–19           | «Сентрал-Кост Марінерс» | A-Ліга            | 21        | 1         | 2                  | 0                  | -                    | -                    | -             | -             | 24     | 1      |
| 2019–20           | «Сентрал-Кост Марінерс» | A-Ліга            | 20        | 1         | 0                  | 0                  | -                    | -                    | -             | -             | 20     | 1      |
| 2020–21           | «Сентрал-Кост Марінерс» | A-Ліга            | 27        | 0         | 0                  | 0                  | -                    | -                    | -             | -             | 27     | 0      |
| 2021–22           | «Сентрал-Кост Марінерс» | A-Ліга            | 25        | 0         | 5                  | 0                  | -                    | -                    | -             | -             | 30     | 0      |
| 2022–23           | «Гартс»                 | Прем'єршип        | 7         | 1         | 0                  | 0                  | 2                    | 0                    | -             | -             | 7      | 1      |
| Усього за кар'єру | Усього за кар'єру       | Усього за кар'єру | 118       | 3         | 8                  | 0                  | 2                    | 0                    | -             | -             | 130    | 3      |